# Titan(III)-sulfid
Titan(III)-sulfid oder Dititantrisulfid, früher nach seiner Verhältnisformel auch Titansesquisulfid genannt, ist eine chemische Verbindung aus der Gruppe der Sulfide mit der Formel Ti2S3.

## Darstellung
Titan(III)-sulfid wird aus Titan(IV)-sulfid TiS2 hergestellt, indem man dieses entweder im Vakuum auf 1000 °C erhitzt oder bei hohen Temperaturen mit Wasserstoff reduziert. Dititantrisulfid kann unter Druck und bei 800 °C auch aus den Elementen hergestellt werden.

## Eigenschaften
Titan(III)-sulfid ist ein schwarzes Pulver, das auch feinkristallin oder glänzend sein kann. Die Struktur im Kristall ist der Nickelarsenid-Struktur (hexagonal dichteste Anionenpackung) verwandt, mit einer Koordinationszahl des Titans von 6.
Titan(III)-sulfid ist bei normalen Temperaturen an der Luft und in Wasser beständig und riecht daher im Gegensatz zum Titandisulfid nicht nach Schwefelwasserstoff.
Ti2S3 bildet in heißer Schwefelsäure zunächst eine blaugraue Trübe, dann schließlich eine farblose Lösung, während in kalter konzentrierter Schwefel- oder Salpetersäure grün gefärbte Lösungen entstehen. Mit heißer Salzsäure bildet sich Schwefelwasserstoff.